# إعادة هندسة الأعمال
عملية إعادة هندسة الأعمال  أو ما يطلق عليها بالمصطلح  (الهندرة Reengineering) هي، في علم الحاسوب والإدارة، نهج يهدف إلى إدخال تحسينات عن طريق رفع كفاءة وفعالية العمليات المتبعة داخل المنظمات. المفتاح لهذه العملية هو أنه يجب على المنظمات النظر في عملياتها لتحديد الكيفية التي يمكن أن تقوم بأفضل بناء لهذه العمليات لتحسين كيفية سير الأعمال.

دورة إعادة هندسة العمليات.

تسمى عملية إعادة هندسة الأعمال أيضاً «استعراض لأساليب العمل»، أو إعادة تصميم عمليات الأعمال، أو تحول الأعمال، أو إدارة التغيير للأعمال.
إعادة الهيكلة أو الترتيب هي إعادة التفكير بشكل جذري وإعادة تصميم جذري لعمليات الأعمال لتحقيق تحسينات كبيرة في التكلفة، والجودة والسرعة، والخدمة. يجمع استعراض أساليب العمل بين إستراتيجية لتشجيع الابتكار في مجال الأعمال مع إستراتيجية لإحداث تحسينات كبيرة في العمليات بحيث تستطيع أي شركة أن تصبح منافساً أقوى بكثير وأكثر نجاحاً في السوق.
من المؤيدين الرئيسيين لإعادة الهيكلة هما مايكل مارتن هامر وجيمس أ. تشامبي. وفي مجموعة من الكتب بما في ذلك كتاب إعادة هندسة المؤسسة وكتاب إعادة هندسة الإدارة، وجدول الأعمال، ومما تم نقاشه في هذا السياق أن كثير من الوقت يتم اضاعته أو لا يستفاد منه في تنفيذ المهام من دائرة إلى أخرى. ويزعمون أنها أكثر كفاءة بكثير من تعيين فريقاً يكون المسؤول عن جميع المهام في هذه العملية. في جدول الأعمال  يمتد النقاش ليشمل الموردين والموزعين، وسائر الشركاء.
إعادة الهندسة هي الأساس لكثير من التطورات التي طرأت مؤخراً في مجال الإدارة. في فريق متعدد الوظائف، على سبيل المثال، قد أصبح ذا شعبية كبيرة نظراً للرغبة في إعادة هندسة منفصلة للمهام الوظيفية في إتمام عمليات وظيفية. وكذلك، فإن العديد من التطورات الأخيرة في نظم المعلومات الإدارية تهدف إلى دمج عدد كبير من وظائف العمل. تخطيط موارد المؤسسات، إدارة سلسلة التوريد، نظم إدارة المعرفة، نظم المجاميع التعاونية، نظم إدارة الموارد البشرية و نظمإدارة علاقات العملاء جميعها مدينة لنظرية إعادة الهندسة.

## نبذة عامة

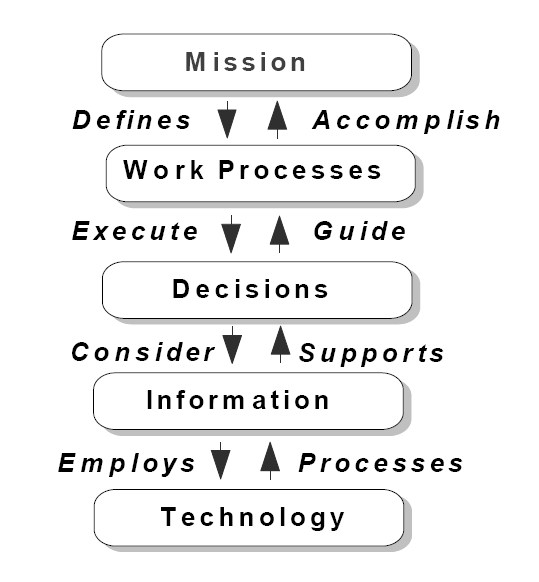
خطوات وتوجيه إعادة الهندسة والعلاقة بين المهمة وإجراءات العمل لتكنولوجيا المعلومات.

عملية إعادة هندسة الأعمال (استعراض أساليب العمل) بدأت كأسلوب في القطاع الخاص للمساعدة المؤسسات في إعادة التفكير في كيفية تسيير العمل من أجل تحسين خدمة العملاء، وخفض التكلفة التشغيلية، وان يصبحوا منافسين من مستوى عالمي. وباعثا رئيسيا لإعادة الهيكلة عن طريق مواصلة تطوير ونشر نظام معلومات متطور وللشبكات. المنظمات القيادية أصبحت أكثر جرأة في استخدام هذه التكنولوجيا لدعم العمليات التجارية الابتكارية، بدلا من الطرق الحالية في القيام بالعمل.
عملية إعادة هندسة الأعمال هو نهج لإعادة تصميم طريقة اتمام العمل والقيام بشيء لتقديم دعم أفضل لمهمةالمنظمة وتقليل التكلفة.إعادة هندسة الأعمال تبدأ من ارفع مستويات مهمة المنظمة، والأهداف إستراتيجية، واحتياجات العملاء. الأسئلة الأساسية، مثل: «هل مهمتنا تحتاج إلى إعادة تعريف؟ هل أهدافنا الاستراتيجية تتماشى مع مهمتنا؟ من هم عملائنا؟» المنظمة قد تجد أنها تعمل على افتراضات موضع تساؤل، لا سيما من حيث ارادة واحتياجات عملائها. وبعد أن تقوم المؤسسة في إعادة التفكير في ما يجب أن تفعله، وهل تذهب إلى تحديد أفضل السبل لتحقيق ذلك.
ضمن إطار هذا التقييم الأساسي للمهمة، والأهداف، إعادة الهيكلة تركز على تنظيم عمليات الأعمال—الخطوات والإجراءات التي تحكم كيفية استخدام الموارد لخلق المنتج والخدمة التي تلبي احتياجات العملاء أو السوق باعتباره تنظيما لترتيب خطوات العمل عبر الزمان والمكان، دورة العمل يمكن أن تتحلل في أنشطة معينة، وتقاسها، ووتحسينها. وكما يمكن إعادة تصميمها بالكامل أو القضاء عليها تماما. إعادة الهندسة تعرف وتحلل، وتصمم الأعمال الأساسية لعمليات المنظمة وذلك بهدف تحقيق تحسينات هائلة في مقاييس الأداء الحاسمة، مثل التكلفة والجودة والخدمة، والسرعة.
عملية إعادة الهندسة تدرك أن العمل داخل المنظمة عادة ما يكون مجزأ إلى عمليات فرعية والمهام التي تقوم بها العديد من المجالات الفنية المتخصصة داخل المنظمة. وفي كثير من الأحيان، ليس هناك من هو المسؤول عن الأداء العام للعملية برمتها. عملية إعادة الهندسة تحافظ على تحسين أداء العمليات فرعية التي يمكن أن تؤدي إلى بعض الفوائد، ولكن لا يمكن أن تحقق تحسينات كبيرة إذا كانت العملية نفسها هي في الأساس غير الفعالة والتي عفا عليها الزمن. لهذا السبب، تركز إعادة الهيكلة على إعادة تصميم العملي ككل من أجل تحقيق أكبر الفوائد الممكنة للتنظيم وخدمة العملائها. هذه الحملة تهدف لتحقيق تحسينات هائلة عن طريق إعادة التفكير بكيفية انجاز العمل داخل المؤسسة من شأنه ان يميز عملية إعادة الهندسة عن الجهود الرامية إلى تحسين العملية التي تركز على تحسين وظيفي أو الإضافي.

## التاريخ
في عام 1990، مايكل هامر، وهو أستاذ سابق في علوم الكمبيوتر في معهد ماساتشوستس للتكنولوجيا (إم آي تي)، نشر مقالا في مجلة هارفارد بيزنس ريفيو، ادعى فيه أن التحدي الرئيسي للمدراء هو عدم إضافة قيمة العمل، بدلا من استخدام التكنولوجيا لأتمام ذلك. هذا البيان اتهم ضمنا الإداريين بالتركيز على القضايا الخطأ، أي أن التكنولوجيا عموما، وبشكل أكثر تحديدا في مجال تكنولوجيا المعلومات، قد استخدمت في المقام الأول لتكمين العمليات القائمة بدلا من استخدامها كأداة تمكينية لجعل قيمة العمل الغير مضافة مطلقة.
مطالبة هامر بسيطة وهي: معظم العمل الذي تقوم به لا يضيف أي قيمة مضافة للعملاء، وهذا العمل يجب ازالته، لا التسارع في إتمامه. بدلا من ذلك، يتعين على الشركات أن تعيد النظر في عملياتها من أجل تعظيم القيمة للعملاء، مع التقليل من استهلاك الموارد اللازمة لتقديم منتجاتهم أو خدماتهم. وتشكل فكرة مماثلة كان دعا إليها توماس دافنبورت. في عام 1990  ، الذي كان في ذلك الوقت عضوا في مركز ابحاث ارنست ويونغ، في ورقة نشرت في سلون منجمنت ريفيو  في نفس العام الذي قام هامر بنشر بحثة.
هذه الفكرة، بشكل غير متحيز لاستعراض عمل الشركة التجاري، كان تبني هذه الفكرة سريعا من قبل عدد كبير من الشركات، والتي تكافح من أجل القدرة على المنافسة مجددا، التي كانت قد فقدت بسبب دخول المنافسين الأجانب السوق، عدم قدرتهم على تلبية احتياجات العملاء، ولعدم كفاية تكاليف الهيكلة. حتى مفكرين الإدارة القائمة، مثل بيتر دراكر، وتوم بيترز، تم قبولهم بدعوة استعراض أساليب العمل بوصفها أداة جديدة من أجل (إعادة) تحقيق النجاح في عالم متغير. خلال هذه السنوات، التي صاحبها النمو السريع لعدد من المطبوعات والكتب وكذلك المقالات الصحفية التي كرست لاستعراض أساليب العمل، والعديد من الشركات الاستشارية شرعت في هذا الاتجاه لتطوير أساليب استعراض أساليب العمل. لكن المنتقدين كانوا سريعين الادعاء بأن استعراض أساليب العمل كانت وسيلة للاذلال في مكان العمل، وزيادة الرقابة الإدارية، وتقليص حجم المؤسسة، أي تخفيضات كبيرة من قوة العمل ، وولادة جديدة لتايلورزم تحت تسمية مختلفة.
على الرغم من هذا النقد، تم اعتماد عملية إعادة الهندسة بشكل متسارع، وبحلول عام 1993، ما يقرب من 65 ٪ من أكبر 500 شركة ادعت انها قد بدأت جهود لإعادة الهيكلة، أو لديها خطط للقيام بذلك. وقد تعزز هذا الاتجاه من خلال اعتماد سريع لاستعراض أساليب العمل في صناعة الاستشارات، وأيضا من خلال دراسة أجريت في الولايات المتحدة، التي أجراها معهد ماساتشوستس للتكنولوجيا، التي أظهرت كيف يمكن للشركات في الولايات المتحدة القيام بالعديد من الصناعات قد تخلفت عن نظيراتها الاجنبية من حيث القدرة التنافسية، وتستغرق وقتا لدخول السوق والإنتاجية.

### التنمية بعد عام 1995
مع نشر الانتقادات في عامي 1995 و 1996 من بعض مؤيدين استعراض أساليب العمل في وقت مبكر، إلى جانب الإساءات وسوء استخدام المفهوم من قبل الآخرين، وحماسة عملية إعادة الهندسة في الولايات المتحدة بدأ بالضعف. ومنذ ذلك الحين، أصبحت طريقة العمل نقطة انطلاق للتحليل وإعادة تصميم الأعمال وأصبح نهجا مقبولا على نطاق واسع، وأصبح يشكل جزءا أساسي في منهجية التغيير المحافظ، ولكن عادة ما يكون أداؤها بطريقة أقل تشددا على النحو المقترح أصلا.
وفي الآونة الأخيرة، اكتسب مفهوم إدارة العمليات التجارية (استعراض أساليب العمل) اهتماما كبيرا في عالم الشركات ويمكن اعتبار خلفا لاستعراض أساليب العمل موجة من 1990، كما أن تحقيق الكفاءة في العملية تدعمها تكنولوجيا المعلومات. مكافئ للنقد ضد استعراض أساليب العمل، أصبحت استعراض أساليب العمل الآن هي المتهمه بالتركيز على التكنولوجيا، وإغفال مظاهر تغيير الناس.

## مواضيع عملية إعادة هندسة الأعمال

### التعريف
يمكن ايجاد تعاريف مختلفة حول الموضوع. هذا القسم يحتوي على التعريف الوارد في المنشورات البارزة في هذا المجال:
- «... إن إعادة التفكير بصورة جذرية، وإعادة تصميم جذري لعمليات الأعمال لتحقيق تحسينات كبيرة في اتخاذ التدابير الحاسمة المعاصرة للأداء، مثل التكلفة والجودة والخدمة، والسرعة.» [5]
- «يشمل تصور استراتيجيات جديدة للعمل، والنشاط الفعلي لعملية التصميم والتنفيذ لتغيير في جميع أبعادها التكنولوجية والبشرية والتنظيمية المعقدة.» [6]

بالإضافة إلى ذلك، دافنبورت (المرجع نفسه) يشير إلى أن الفرق الرئيسي بين استعراض أساليب العمل والناهج الأخرى لتطوير المنظمة (التطوير التنظيمي)، وخاصة في التحسين المتواصل أو حركة الجودة الشاملة، عندما يقول: «يجب أن تسعى الشركات اليوم بشكل غير ضئيل أو جزئي، ولكن يجب ان تسعى لتحسين مستويات متضاعف -- 10x بدلا من 10 ٪». أخيرا، يقدم جوهانسون  وصف لاستعراض أساليب العمل بالنسبة إلى وجهات التركيز على العمل أخرى، مثل إدارة الجودة الشاملة (إدارة الجودة الشاملة) و وجهة في الوقت المناسب (في الوقت المناسب)، اشار إلى:
- «إعادة هندسة العمليات، على الرغم من تقاربها، حيث تسعى إلى التحسين بشكل جذري، وليس مجرد تحسن مستمر. يحدث تصعيد للجهود التي تبذلها نظرية في الوقت المناسب وإدارة الجودة الشاملة لجعل عملية التوجه أداة إستراتيجية واختصاص الأساسي للمنظمة. استعراض أساليب العمل تركز على العمليات الأساسية، وتستخدم تقنيات محددة داخل» أدوات العمل«لنظرية الوقت المناسب ولإدارة الجودة الشاملة كمحفزات، مع توسيع نطاق الرؤية العملية».

من أجل تحقيق تحسينات رئيسية تسعى استعراض أساليب العمل، لتغير في المتغيرات الهيكلية التنظيمية، وطرق أخرى لإدارة وأداء العمل التي غالبا ما تعتبر بأنها غير كافية. من أجل أن التمكن من جني الفوائد التي يمكن تحقيقها بشكل كامل، ويعتبر استخدام تكنولوجيا المعلومات (تقنية المعلومات) بمثابة عامل مساهم رئيسي. بينما تستخدم تكنولوجيا المعلومات تقليديا لدعم وظائف العمل القائمة، أي أنها كانت تستخدم لزيادة الكفاءة التنظيمية، وهي الآن تلعب دورا في ألاشكال التنظيمية الجديدة، وأنماط التعاون داخل وبين المنظمات.
تستمد استعراض أساليب العمل وجودها من تخصصات مختلفة، وأربع مجالات رئيسية يمكن حصرها في التعرض للتغيير في استعراض أساليب العمل—التنظيم، والتكنولوجيا، والاستراتيجية، والناس—حيث يتم استخدام وجهة نظر العملية كإطار عام للنظر في هذه الأبعاد. يمكن أن يكون هذا النهج كشكل بياني بواسطة تعديل "ليفيتس دياموند". 
إستراتيجية العمل هي المحرك الأساسي لاستعراض أساليب العمل والمبادرات والأبعاد الأخرى تحكمها إستراتيجية شاملة الدور. بُعد المؤسسة يعكس العناصر الهيكلية للشركة، مثل مستويات هرمية، وتكوين وحدات تنظيمية، وتوزيع العمل بينهما. تهتم التكنولوجيا باستخدام أنظمة الحاسب الآلي وغيرها من أشكال تكنولوجيا الاتصالات في قطاع الأعمال. في استعراض أساليب العمل، بشكل عام تلعب تكنولوجيا المعلومات دورا تمكينيا وشكلا جديدا من التنظيم والتعاون، بدلا من دعم وظائف العمل القائمة. يتعامل بُعدالموارد البشرية مع ظواهر أخرى، مثل التعليم والتدريب والتحفيز ونظام المكافأة. مفهوم العمليات داخل المؤسسة—أنشطة مترابطة تهدف إلى إيجاد ناتج القيمة المضافة إلى العملاء—هي الفكرة الأساسية الكامنة وراء استعراض أساليب العمل. هذه العمليات تتميز بعدد من السمات: ملكية العملية والتركيز على العملاء، إضافة القيمة، واجتياز الوظيفي.

### دور تكنولوجيا المعلومات
لعبت تكنولوجيا المعلومات دورا تاريخيا هاما في مفهوم إعادة الهيكلة. يعتبر هذا الدور من قبل البعض كحافز رئيسي لأشكال جديدة من العمل والتعاون داخل المنظمة وعبر الحدود التنظيمية.
في الوقت المبكر من أدب استعراض أساليب العمل  حدد عدة يسمى التكنولوجيات التخريبية التي كان من المفترض أن تتحدى الحكمة التقليدية حول كيفية ينبغي القيام بالعمل.
- قواعد بيانات مشتركة، وإتاحة المعلومات في أماكن كثيرة.
- أنظمة الخبرة، مما يتيح العمومية لأداء المهام المتخصصة.
- شبكات الاتصالات السلكية واللاسلكية، مما يسمح للمنظمات أن تكون مركزية ولامركزية في نفس الوقت.
- أدوات دعم القرار، مما يتيح اتخاذ القرارات ان تكون جزءا من عمل الجميع.
- بيانات الاتصالات اللاسلكية، وجهاز الكمبيوتر المحمول، مما يسمح للموظفين الميدانيين للعمل في مكتب مستقل.
- قرص مرئي تفاعلي، في الحصول على اتصال فوري مع المشترين المحتملين.
- تحديد تلقائي والتتبع، مما يسمح للأشياء أن تقول أين هم، بدلا من أن تطلب أن يتم ايجادها.
- الحوسبة عالية الأداء، مما يسمح بالتخطيط وإعادة الرؤية.

في منتصف 1990، اعتبرت، خاصة، أنظمة إدارة سير العمل مساهمة كبيرة في تحسين كفاءة العملية. وأيضا بائعين تخطيط موارد المؤسسات (تخطيط موارد المؤسسات)، مثل ساب، جي دي إدواردز، أوراكل، وبيبول سوفت، تم مركزة جميع حلولهم كوسائل لإعادة تصميم العمليات التجارية وتحسينها.

### المنهجية
على الرغم من أن التسميات والخطوات تختلف قليلا، في وقت مبكر من المنهجيات التي كانت متجذرة في مجال تكنولوجيا المعلومات المرتكزة على حلول استعراض أساليب العمل التي تشترك في العديد من المبادئ الأساسية والعناصر نفسها. والمخطط التالي هو نموذج واحد من هذا القبيل، على أساس PRLC (إعادة هندسة دورة حياة العمليات) النهج الذي وضعته جوها.
1. تصور عمليات جديدة
  1. تأمين الدعم الإداري
  2. تحديد الفرص لإعادة الهندسة
  3. تحديد التكنولوجيات التمكينية
  4. تتماشى مع استراتيجية الشركة
2. الشروع في تغيير
  1. تشكيل فريق لإعادة الهندسة
  2. مخطط أهداف الأداء
3. عملية التشخيص
  1. وصف العمليات القائمة
  2. كشف الأمراض في العمليات القائمة
4. عملية إعادة التصميم
  1. ووضع تصورات عملية بديلة
  2. تطوير عملية التصميم الجديد
  3. تصميم هندسة الموارد البشرية
  4. تحديد برنامج تكنولوجيا المعلومات
  5. وضع مخطط شامل وجمع ردود الفعل
5. إعادة الاعمار

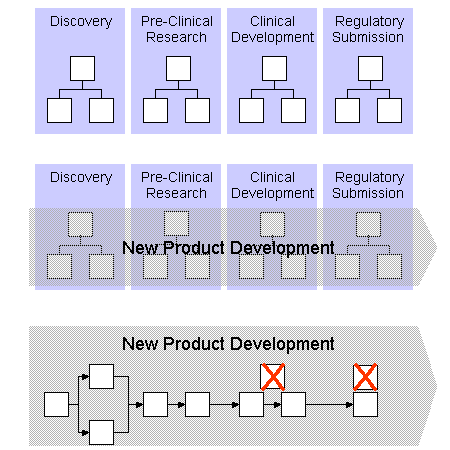
مخطط خارجي مبسط حول استخدام نهج دورة العمل ،ممثل بالبحث والتطوير للمستحضرات الطبية :
1. الهيكل التنظيمي مع وجود الوحدات الوظيفية.
2. المقدمة لتطوير منتجات جديدة عبر عملية وظيفية.
3. إعادة هيكلة وتبسيط الأنشطة، وإزالة المهام الغير مهمة أو لا تحتوي على قيميه عالية

  1. تطوير / تثبيت حلول تكنولوجيا المعلومات
  2. إنشاء عملية التغييرات
6. عملية الرصد
  1. قياس الأداء، بما في ذلك الوقت، والجودة، والتكلفة، وأداء تكنولوجيا المعلومات
  2. الارتباط إلى التحسن المستمر

-> ثم تكرار العودة إلى التشخيص
الاستفادة من الدروس المستفادة من أوائل الشركات التي تبنته، وبعض العاملين في استعراض أساليب العمل تدعو إلى إجراء تغيير في التركيز على تلبية متطلبات العملاء، خلافا لتكنولوجيا المعلومات مركزية، والمنهجية. وهذه المنهجية، التي تضمنت أيضا على المخاطر وتقييم الوقع لحساب الأثر الذي يمكن أن يكون لاستعراض أساليب العمل في الوظائف والعمليات، وصفت من جانب خط روبرتس (1994). روبرتس شدد أيضا على استخدام أدوات إدارة التغيير من أجل المبادرة إلى معالجة مقاومة التغيير، وهو عامل مرتبط بزوال مبادرات إعادة الهندسة الكثيرة التي بدت جيدة على لوحة الرسم.
بعض البنود لاستخدامها في تحليل عملية المرجعية هي: تخفيض عملية التحول، تجميع البيانات، والحد من التأخير، والموارد الحرة أسرع، والجمع بين الأنشطة المماثلة. أيضا في إطار الاستشارات الإدارية والصناعة، وعدد كبير من التوجهات المنهجية التي تم تطويرها. مجموعة من ورقات وجيزة، وتبين المقارنة بين بعضها يمكن العثور عليها هنا، تليها بعض المبادئ التوجيهية للشركات عند النظر في عقد الخدمات الاستشارية لمبادرة استعراض أساليب العمل:
- نبذة عامة
- اندرسون للاستشارات (الآن اكسنتشر)
- باين وشركاه
- مجموعة بوسطن الاستشارية
- ماكينزي وشركاه
- المقارنة
- مبادئ توجيهية لاستعراض أساليب العمل عملاء الاستشارات

## النجاحات
إذا ما تم تنفيذ استعراض أساليب العمل بشكل صحيح، يمكن أن تعطي عوائد ضخمة. ساعد استعراض أساليب العمل الشركات العملاقة مثل شركة بروكتر وغامبل وشركة جنرال موتورز على النجاح بسبب العوائق المالية بسبب المنافسة. وساعدت أيضا الخطوط الجوية الأمريكية إلى العودة إلى المسار الصحيح بسبب الديون الرديئة التي تخيم حاليا على ممارستها لأعمالها التجارية. استعراض أساليب العمل هو الأسلوب المناسب لتطبيقه في مثل هذه الامور.
شركة جنرال موتورز
نفذت شركة جنرال موتورز لمدة 3 سنوات خطة لجمع أنظمة سطح المكتب المتعدد داخل نظام واحد. وهو المعروف داخليا باسم «تنسيق بيئة المكتب» (بوكير، 1994). وعملية إعادة الهندسة تتضمن الاستعاضة عن العديد من ماركات أنظمة سطح المكتب، ونظم تشغيل الشبكات وأدوات تطوير التطبيقات في عدد من البائعين أكثر قابلية للإدارة الأنظمة التكنولوجية. وفقا لدونالد ج. هيدين، مدير المكاتب والتطوير في جنرال موتورز ومدير برنامج الترقية، يقول ان عملية «وضع نظم الأساس هو لتنفيذ إستراتيجية عمل مشتركة للاتصالات عبر شركة جنرال موتورز.» [14] مؤسسة لوتس للتنمية وشركة هيوليت باكارد للتنمية، وشركة كومباك للكمبيوتر سابقا، تلقت واحد من أكبر المبيعات الغير حكومية من شركة جنرال موتورز. وأيضا تخطط جنرال موتورز استخدام نوفيل نتوير كعميل الأمن، ومايكروسوفت اوفيس وطابعات هيوليت باكارد. وفقا لدونالد ج. هيدين، لقد ساعد هذا جنرال موتورز في تقليص 10 ٪ إلى 25 ٪ من تكاليف الدعم، و 3 ٪ إلى 5 ٪ من الأجهزة، ومن 40 ٪ إلى 60 ٪ من رسوم تراخيص البرمجيات، وزيادة الكفاءة من خلال التغلب على مشاكل عدم التوافق باستخدام برنامج واحد فقط عبر الشركة بأكملها.
ديل إنكوربوريتدمايكل ديل هو مؤسس والمدير التنفيذي لشركة ديل إنكوربوريتد، الذي تم في مجال الأعمال التجارية منذ عام 1983، وكانت الأسرع نموا في العالم لتصبح شركة الكمبيوتر الكبرى. فكرة مايكل عن المشروع التجاري الناجح هو الحفاظ على أقل قدر ممكن من المخزون من خلال وجود صلة مباشرة مع الشركة المصنعة. عندما يكون الزبون قد اجرى طلبا، فإن أجزاء مخصصة من طلب العميل يتم إرسالها تلقائيا إلى الشركة المصنعة للشحن. هذا يقلل من التكلفة لإدارة المخزون وصيانة مستودع ضخم. موقع ديل الإلكتروني على شبكة الإنترنت مشهور بسبب جلب حوالي «10 مليون دولار كل يوم في المبيعات.» سميث ،(1999). واضاف مايكل ديل:

«إذا كان لديك إستراتيجية جيدة مع الاقتصاد السليم، فإن التحدي الحقيقي هو الحصول على أناس متحمسين لما تقوم بفعله. وهناك الكثير من الشركات تخرج عن مسارها لأنه لا يمكنه التواصل بالإثارة حول كونها جزءا من الفريق الفائز الذي يستطيع تحقيق أهداف كبيرة. إذا كانت الشركة لا يمكنها أن تحفز موظفيها، وانها لا تملك بوصلة واضحة، فإنها ستخرج عن المسار الصحيح وتنجرف».

ولقد تم تصنيف أسهم ديل على مؤشر الأسهم كأعلى سهم لعقد من التسعينيات، عندما كان له عائد 57.282 ٪ (كنستوت وراماج، 1999). يركز الآن مايكل ديل على خدمة العملاء بشكل أعلى وليس على بيع أجهزة الكمبيوتر منذ أن كان سعر السوق للكمبيوتر إلى حد كبير متساو. ولاحظ مايكل ديل:

«والرائد الجديد في صناعتنا هو الخدمة، والتي هي عبارة عن اختلافات أكبر بكثير عندما كان السعر متساو. وكانت هناك فجوة كبيرة جدا في صناعتنا بين ما يريده الزبائن في الخدمات وما على ما يمكن أن يحصل، حتى أصبحوا يتوقعون خدمة متواضعة. من الممكن ان نكون الأفضل في هذا المجال، ولكن لا يزال بوسعنا أن نحسن قليلا، في جودة المنتج، وتوفر قطع الغيار، وفي الخدمة ووقت التسليم.» 

يفهم مايكل ديل مفهوم استعراض أساليب العمل وحقا يعرف أين ومتى يحب القيام بإعادة هندسة الأعمال.
شركة فورد موتورأعادة فورد تصميم أعمالها وعمليات التصنيع لديها من مجرد صناعة السيارات لتصنيع سيارات ذات جودة، حيث الهدف الأول لديها هو الجودة. هذا ساعد فورد على حفظ الملايين من الاسترداد وإصلاحات الضمان. أنجزت فورد هذا الهدف من خلال دمج الباركود على جميع أجزائها والماسحات الضوئية لمسح أي جزء ناقص في السيارة التي تم تصنيعها وخروجها من خط التجميع. هذا ساعدهم على ضمان سلامة وجودة السيارة. وقوموا أيضا باستعمال خدمة الصوت عبر بروتوكول الإنترنت (الاتصالات عبر بروتوكول الإنترنت) لخفض تكاليف عقد الاجتماعات بين الفروع.
شركة بروكتر وجامبلوهناك عدة مليارات من الدولارات، مثل شركة بروكتر وجامبل شركة والذي كان يحمل 300 علامة تجارية وأكثر، ولدية فعلا ادراك قوي في إعادة الهندسة. ج. جيل كلويد الرئيس التنفيذي للتقنية في شركة بروكتر وجامبل الذي يوضح كيف يمكن للشركة التي تحمل علامات تجارية متعددة أن تتعامل مع معضلة الابداع الكلاسيكي—حيث معظم الابتكارات تفشل، ولكن الشركات لا تقتل الابتكار. الحل في رأيه، والابتكار الابتكار... " (تيريسكو، 2004). كلويد ساعد شركة مثل بروكتر وجامبل إلى أن تنمو إلى 5.1 مليار $ في العام المالى 2004. وفقا لسجل كلويد، كان كلويد قادرا على زيادة حجم الشحن بنسبة 17 ٪، وبلغ حجم المستوى العضوية بنسبة 10 ٪، والمبيعات بلغت 51.4 مليار دولار ارتفعت بنسبة 19 ٪، وارتغعت المبيعات العضوية بنسبة 8 ٪، والأرباح بنسبة 6.5 مليار دولار بزيادة نسبتها 25 ٪ وحصة العائدات ارتفعت بنسبة 25 ٪.بروكتر وجامبل لديها أيضا التدفقات النقدية الحرة 7.3 مليار دولار أو 113 ٪ من الأرباح وأرباح الأسهم بنسبة 13 ٪ سنويا مع مجموع العائد للمساهمين بنسبة 24 ٪. يشير كلويد على ما يلي: "إن التحدي الذي نواجهه هو ضرورة تنافسية سريعة جدا لسرعة الابتكار. في مجال المنتجات الاستهلاكية، نحن نقدر أن وتيرة الابتكار المطلوبة قد تضاعفت خلال السنوات الثلاث الماضية. التكنولوجيا الرقمية مهمه جدا في مساعدتنا على التعلم بشكل أسرع. "  ج. جيل يتوقع أيضا في المستقبل القريب، "ما يقرب من 90 ٪ من شركة بروكتر آند جامبل في مجال البحث والتطوير سيتم في العالم الافتراضي، وسيتم التحقق من صحة النتائج والخيارات بشكل مادي." 

## نقد
اكتسبت إعادة الهندسة سمعة سيئة بسبب مثل هذه المشاريع وكثيرا ما أدت إلى تسريحات جماعية للعمال. ليست هذه السمعة جميعها غير مبرره، لأن الشركات في كثير من الأحيان تقوم بتقليص حجمها تحت شعار إعادة الهيكلة.
و كذلك، لم ترتق إعادة الهندسة دائما إلى مستوى التوقعات المطلوب. الأسباب الرئيسية هي ما يلي:
- تفترض إعادة الهندسة أن العوامل التي تحد من أداء المنظمة هو عدم فعالية عملياتها (الذي قد يكون أو لا يكون صحيحا)، ولا تقدم أي وسيلة للتحقق من صحة هذا الافتراض.
- تفترض إعادة الهندسة أن ضرورة البدء في عملية تحسين الأداء مع «صفحة نظيفة»، أي التجاهل التام للوضع الراهن.
- وفقا لإلياهو م. جولدرات (ونظريته عن القيود)إن إعادة الهندسة لا توفر وسيلة فعالة لتركيز الجهود على تحسين قيود المنظمة .

كان هناك ضجة كبيرة تحيط بمقدمة إعادة هندسة المؤسسة (يرجع ذلك جزئيا إلى حقيقة أن واضعي الكتاب حسب التقارير اشتروا عددا من النسخ لترقيته على رأس قوائم الكتب الأكثر مبيعا).
أظهر ابراهامسون (1996) أن شروط الإدارة العصرية تميل إلى اتباع دورة الحياة، والتي بلغت ذروتها لإعادة الهندسة بين عامي 1993 و 1996 (بونزي وكونيغ 2002). وناقشوا أن إعادة الهندسة كان في الحقيقة يعتبر لا شيء جديد (كما هو على سبيل المثال عندما حقق هنري فورد خط التجميع في عام 1908، كان في الواقع إعادة هندسة، إحداث تغيير جذري في طريقة التفكير في المنظمة). وجه دوبوا (2002) الضوء على قيمة الإشارة إلى الشروط كإعادة الهندسة، وإعطائها الاسم، وتحميس إعاجة الهندسة. في الوقت نفسه يمكن أن يكون خطرا في استخدام المفاهيم العصرية مثل ذخيرة مجردة لتنفيذ إصلاحات معينة.
قراءة المادة من قبل فراز رفيقي.
النقد الأكثر تواترا وقسوة ضد استعراض أساليب العمل حيث أنها تركز على الكفاءة والتكنولوجيا وتتجاهل الموظفين في المؤسسة التي تخضع لمبادرة إعادة الهيكلة. وفي كثير من الأحيان، كانت استعراض أساليب العمل تستخدم في التسمية لإجراء تخفيضات كبرى القوى العاملة. كان توماس دافنبورت مؤيد استعراض أساليب العمل في وقت مبكر، وقال ما يلي:

«عندما كتبت كتاب» عملية إعادة تصميم الأعمال «في عام 1990، وأنا أقول بصراحة ان استخدامها وحدها لتخفيض التكلفة ليست هدفا معقولا. وإن الاستشاريين مايكل هامر وجيمس تشامبي، الاسمين الأكثر ارتباطا بإعادة الهيكلة، قد أصروا على أن جميع عمليات التسريح لا تنبغي أن تكون كنقطة. ولكن في الحقيقة، عند الخروج عن المؤسسة، سرعان ما تتحول إعادة الهندسة عملية قبيحة.» 

مايكل هامر اعترف بالمثل وقال:

«لم أكن ذكيا بما فيه الكفاية حول هذا الموضوع. كنت أعكس الخلفية الهندسية لدي وعبر عن تقديره لعدم كفاية البعد الإنساني. وانني تعلمت أن هناك أهمية بالغة لذلك».

الانتقادات الأخرى التي طُرحت ضد مفهوم استعراض أساليب العمل هي:
- لم تغير ابدا التفكير إداري والواقع إنها أكبر أسباب الفشل في منظمة
- عدم وجود الدعم الإداري للبدء بتنفيذها، وبالتالي ضعف القبول في المنظمة.
- التوقعات المبالغ فيها بشأن الفوائد المحتملة من استعراض أساليب العمل، وبالتالي الفشل في تحقيق النتائج المتوقعة.
- التقليل من مقاومة التغيير داخل المنظمة.
- تنفيذ ما يسمى بشكل عام بين العمليات أفضل الممارسات التي لا تناسب احتياجات المحددة للشركة.
- الثقة المبالغ في الحلول التقنية.
- استعراض أساليب العمل والأداء كأحد المشاريع مع إستراتيجية محدودة للمشروع ذات منظور طويل الأجل.
- سوء إدارة المشاريع.

## قراءات أخرى
- دافنبورت، توماس شورت، J. (1990)، والهندسة الصناعية الجديدة: تكنولوجيا المعلومات وإعادة تصميم العمليات التجارية، في: سلون المراجعة الإدارية، صيف 1990، ص 11-27
- دافنبورت، توماس (1993)، عملية الابتكار: العمل من خلال إعادة هندسة تكنولوجيا المعلومات، وكلية هارفارد للأعمال الصحافة، وبوسطن
- دافنبورت، توماس (1995)، إعادة هندسة -- والبدعة التي نسيت الناس، شركة فاست، نوفمبر 1995.
- دروكر، بيتر (1972)، وأدوات العمل، في: جورج Kranzberg وملحق دافنبورت (محرران)، والتكنولوجيا والثقافة، ونيويورك
- Greenbaum، جوان (1995)، ويندوز في مكان العمل، وحجر الزاوية
- جوها، S. ؛ Kettinger، جيه & تنغ، التعاون التقني، وإعادة هندسة إجراءات العمل: بناء الشامل للمناهج ونظم إدارة المعلومات، صيف 1993
- المطرقة، مايكل (1990)، إعادة هندسة العمل: لا أتمتة، طمس، هارفارد بيزنس ريفيو يوليو / أغسطس 1990، ص 104-112
- هاري سنيد، كريس فيرهوف، إعادة هيكلة المؤسسات ترجمة: سمير ع. (2015)
- حسين، بسام (2008)، موشور: إعادة هندسة العمليات المتكاملة لولبية النموذجي، VDM دار نشر النشر http://www.amazon.com/Process-Re-engineering-Integrated-Spiral-Model/dp/3639087909/ref=sr_1_1؟ أي = UTF8 & ق = الكتب والبطاقة الشخصية = 1252609745 & ريال = 8-1
- صناعة الأسبوع (1994)، دي الهندسية للشركة والصناعة الأسبوع المادة، 4/18/94
- يوهانسون، هنري ج. وآخرون. (1993)، إعادة هندسة إجراءات العمل: نقطة استراتيجيات الهيمنة على السوق، وجون وايلي وأولاده
- ليفيت، هجرية (1965)، والتغيير التنظيمي والتطبيقية في الصناعة: الهيكلية والتكنولوجية والإنسانية المناهج، في ما يلي: جيمس آذار / مارس (ed.)، دليل للمنظمات، راند ماكنالي في شيكاغو
- لويد، وتوم (1994)، مع العمالقة أقدام من صلصال، الفاينانشيال تايمز / 5 ديسمبر 1994، ع 8
- مالهوترا، يوغيش (1998)، إعادة تصميم العمليات التجارية: نظرة عامة، IEEE مراجعة الإدارة الهندسية، المجلد. 26، لا.3، خريف 1998.
- روبرتس، خط الطول (1994)، وإعادة هندسة العمليات: المفتاح لتحقيق الاختراق والنجاح، ونوعية الصحافة، وميلووكي.
- تايلور (1911)، فريدريك، ومبادئ الإدارة العلمية، وهاربر & رو، نيويورك
- ثومبسون وجيمس D. (1969)، والمنظمات في العمل، MacGraw هيل، نيويورك
- بيضاء، JB (1996)، وول ستريت جورنال. نيويورك، الولايات المتحدة: 26 نوفمبر 1996. الصفحة. A.1
- إعادة تصميم العمليات التجارية: نظرة عامة، IEEE مراجعة الإدارة الهندسية.
- ابراهامسون، E. ((1996).إدارة الأزياء، وأكاديمية الإدارة مراجعة، 21، 254-285.
- Champy، J. (1995إعادة هندسة إدارة الأعمال هاربر الكتب، نيويورك.
- دوبوا، HFW ((2002).مواءمة السياسة الأوروبية التطعيم ودور إدارة الجودة الشاملة واعادة هندسة يمكن أن تقوم به، إدارة الجودة في الرعاية الصحية، 10 (2): ص. 47-57. بي دي اف
- المطرقة، M.، (1990). «إعادة هندسة العمل: لا تلقائية، أزل»، مجلة هارفارد بيزنس ريفيو، يوليو / أغسطس، ص. 104-112.
- المطرقة، M. وChampy، ج: (1993) إعادة هندسة المؤسسة: بيان للأعمال الثورة، وهاربر الأعمال الكتب، نيويورك، 1993. ردمك 0-06-662112-7.
- المطرقة، M. وستانتون، S. (1995«الثورة إعادة هندسة»، وهاربر كولينز، لندن، 1995.
- هانسن، وغريغوري (1993) «أتمتة إعادة هندسة إجراءات العمل»، برنتيس هول.
- بونزي، L. وكونيغ، M. ((2002). «إدارة المعرفة: آخر بدعة الإدارة؟»، أبحاث المعلومات، 8 (1).
- «إعادة هندسة واستعرض»، (1994). مجلة الايكونومست، 2 يوليو 1994، ص 66.
- Rummler، جيري ألف وBrache، آلان P. تحسين الأداء: كيفية إدارة المساحة البيضاء في التخطيط الهيكلي، ردمك 0-7879-0090-7.

## الروابط الخارجية
- استعراض أساليب العمل مقالات
- يطرق المطرقة (تحليل نقدي لمايكل هامر في عملية نهج المؤسسة.)
- استعراض أساليب العمل: مقرر الهندسة في توتر الصناعية وبيئة العمل